# Міністерство цивільної авіації Єгипту
Міністерство цивільної авіації Єгипту відповідальне за цивільну авіацію в Єгипті. Штаб-квартира знаходиться в Каїрі.

## Міністри
- До 2002 — Маршал авіації Ахмед Насер Абдель Рахман
- 2002-2011 — Маршал авіації Ахмед Шафік
- 2011-2011 — Ібрагім Манаа
- 2011-2014 — маршал авіації Лотфі Мустафа Кемаль. Призначений на посаду Прем'єр-міністром Єгипту Ессам Шарафом
- Шериф Фатхі